# ジェスカスガン
ジェスカスガン(JezkazganまたはDzhezkazgan)は、カザフスタン共和国ウルタウ州の州都。カラ＝ケンギル川の貯水池の上にある。人口は、2022年の推計で88,812人であった。都市圏には、近隣の炭鉱町であるサトパエフも含まれ、合計の人口は148,700人である。行政上は地区と同格の地区級市であり、周辺の集落を含めた8,542平方キロメートルもの領域を管轄する。地区級市の人口は92,623人。
ジェスカスガンの人口の55%はカザフ人、30%はロシア人で、ウクライナ人、ドイツ人、チェチェン人、高麗人等もいる。

## 地理と気候
| Dzhezkazganの気候      | Dzhezkazganの気候 | Dzhezkazganの気候 | Dzhezkazganの気候 | Dzhezkazganの気候 | Dzhezkazganの気候 | Dzhezkazganの気候 | Dzhezkazganの気候 | Dzhezkazganの気候 | Dzhezkazganの気候 | Dzhezkazganの気候 | Dzhezkazganの気候 | Dzhezkazganの気候 | Dzhezkazganの気候 |
| 月                     | 1月               | 2月               | 3月               | 4月               | 5月               | 6月               | 7月               | 8月               | 9月               | 10月              | 11月              | 12月              | 年                |
| ---------------------- | ----------------- | ----------------- | ----------------- | ----------------- | ----------------- | ----------------- | ----------------- | ----------------- | ----------------- | ----------------- | ----------------- | ----------------- | ----------------- |
| 最高気温記録 °C （°F） | 5.0 (41)          | 9.0 (48.2)        | 27.4 (81.3)       | 34.2 (93.6)       | 37.2 (99)         | 43.0 (109.4)      | 42.2 (108)        | 42.4 (108.3)      | 39.9 (103.8)      | 30.5 (86.9)       | 22.0 (71.6)       | 9.8 (49.6)        | 43.0 (109.4)      |
| 平均最高気温 °C （°F） | −8.5 (16.7)       | −7.1 (19.2)       | 0.6 (33.1)        | 15.7 (60.3)       | 23.4 (74.1)       | 29.9 (85.8)       | 31.3 (88.3)       | 29.8 (85.6)       | 23.2 (73.8)       | 13.7 (56.7)       | 2.2 (36)          | −5.7 (21.7)       | 12.4 (54.3)       |
| 日平均気温 °C （°F）   | −13.0 (8.6)       | −12.3 (9.9)       | −4.5 (23.9)       | 8.6 (47.5)        | 16.2 (61.2)       | 22.6 (72.7)       | 24.4 (75.9)       | 22.5 (72.5)       | 15.2 (59.4)       | 6.3 (43.3)        | −2.8 (27)         | −10.2 (13.6)      | 6.1 (43)          |
| 平均最低気温 °C （°F） | −17.6 (0.3)       | −17.3 (0.9)       | −9.0 (15.8)       | 2.2 (36)          | 8.7 (47.7)        | 14.5 (58.1)       | 16.8 (62.2)       | 14.4 (57.9)       | 7.1 (44.8)        | −0.1 (31.8)       | −7.1 (19.2)       | −14.6 (5.7)       | −0.2 (31.6)       |
| 最低気温記録 °C （°F） | −40.0 (−40)       | −41.1 (−42)       | −36.1 (−33)       | −15.6 (3.9)       | −6.6 (20.1)       | −2.2 (28)         | 3.9 (39)          | −2.6 (27.3)       | −11.4 (11.5)      | −19.0 (−2.2)      | −37.2 (−35)       | −40.0 (−40)       | −41.1 (−42)       |
| 降水量 mm （inch）     | 19 (0.75)         | 16 (0.63)         | 16 (0.63)         | 17 (0.67)         | 19 (0.75)         | 17 (0.67)         | 18 (0.71)         | 11 (0.43)         | 5 (0.2)           | 16 (0.63)         | 17 (0.67)         | 16 (0.63)         | 187 (7.36)        |
| 平均降雨日数           | 1                 | 2                 | 4                 | 6                 | 9                 | 8                 | 8                 | 5                 | 4                 | 6                 | 5                 | 2                 | 60                |
| 平均降雪日数           | 17                | 13                | 7                 | 2                 | 0.3               | 0                 | 0                 | 0                 | 0.03              | 2                 | 8                 | 14                | 63                |
| % 湿度                 | 78                | 76                | 75                | 56                | 48                | 40                | 41                | 40                | 43                | 60                | 76                | 79                | 59                |
| 出典：погода и климат  |                   |                   |                   |                   |                   |                   |                   |                   |                   |                   |                   |                   |                   |

ジェスカスガンは、カザフ高地のちょうど中央にある。また国のちょうど中央にも近い。ステップ気候で雨は多いが大量には降らず、月の降雨量は100mmには達しない。平均気温は7月の24℃から1月の-16℃の間で、最高気温は1988年6月の43℃、最低気温は1951年2月の-41.1℃である。

## 歴史
この町は、銅鉱床の開発と関連して、1938年に創設された。
1973年にそれまで加工のために他の場所に送られていた銅を精錬するために、南東に大きな鉱山と冶金の複合施設が建設された。銅の他にはマンガンや鉄も採掘、加工されている。
アレクサンドル・ソルジェニーツィンの『収容所群島』やw:Alexander Dolgunの"An American In The Gulag"によると、ソビエト連邦時代には、グラグの強制労働収容所があった場所であり、またこの時代には、極東ロシアから朝鮮人の強制移住が行われた。
また、シベリア抑留の対象となった日本人捕虜の一部が、市内に設置された第39収容地区（ラーゲリ）に移送され強制労働をさせられた。

## 産業
今日では、銅コングロマリットのカザフミスの本社が置かれ、町の主要な雇用主となっている。中国、ロシア、イギリスに子会社を持ち、ロンドン証券取引所に上場している。また、207 MWの発電容量と高さ220mの煙突を持つ発電会社カザフミスパワープラントがある。

## 交通
ジェスカスガンには、カラガンダ州の州都に向かう鉄道が通っている。また、E018号線でカラガンダ、E123号線でクズロルダとアルカルイクに繋がっている。ジェスカスガン空港もある。

## ソユーズの緊急着陸
1979年にソユーズ33号がジェスカスガン周辺の平らな田園地帯に着陸した。バイコヌール宇宙基地は400km南西に位置し、伝統に従って、全ての宇宙飛行士は、宇宙からの安全な帰還を記念するために、ジェスカスガンのSeyfullin-Boulevardに木を植える。
2018年10月11日に再び、ソユーズMS-10/56Sの打上げ中にブースターが故障し、ジェスカスガン近郊に着陸した。

## 関連する人物
- ピョートル・クリムク - 宇宙飛行士
- Kaisar Nurmaganbetov - カヌー選手
- ヴィタリー・サビン - 陸上競技選手
- オレグ・ヤンコフスキー - 俳優